# Emoia loveridgei
Emoia loveridgei är en ödleart som beskrevs av Brown 1953. Emoia loveridgei ingår i släktet Emoia och familjen skinkar. IUCN kategoriserar arten globalt som livskraftig. Inga underarter finns listade i Catalogue of Life.